# Smilec di Bulgaria
Smilec di Bulgaria (in bulgaro Смилец?; ... – 1298) è stato un sovrano bulgaro che fu zar dei bulgari dal 1292 al 1298.

## Biografia
La sua data di nascita è sconosciuta e se anche venga accreditato di discendere "dalla più nobile famiglia di Bulgaria", i suoi precedenti sono completamente ignoti. Giudicando dai possedimenti dei suoi fratelli Radoslav e Vojsil, la famiglia avrebbe dovuto possedere grandi estensioni terriere tra i monti Balcani e Sredna Gora.
Prima di ascendere latrono, succedendo a Giorgio Terter I, nel 1292, aveva sposato una ignota principessa bizantina, figlia del sebastokratōr Costantino Paleologo, un fratellastro dell'imperatore Michele VIII Paleologo. Oltre alle informazioni che Smilec divenne imperatore di Bulgaria per desiderio di Nogai Khan, non soi conoscono le circostanze della sua ascesa al trono. Venne incoronato dal patriarca Gioacchino III che venne giustiziato per tradimento nel 1300 dall'imperatore Teodoro Svetoslav, figlio di Giorgio Terter I, e secondo lo storico John Van Antwerp Fine Jr. il presunto tradimento potrebbe essere collegato al periodo oscuro in cui Smilec rovesciò Giorgio Terter I.
Il regno di Smilec è considerato l'apice della supremazia mongola sulla Bulgaria. Tuttavia, le incursioni mongole continuarono nel 1297 e nel 1298. Dal momento che queste incursioni saccheggiarono parti del Tracia (quindi interamente in mani bizantine), forse la Bulgaria non era uno dei loro obiettivi. Infatti, nonostante la politica di solito filo-bizantina di Nogai, Smilec venne rapidamente coinvolto in una guerra, senza successo, contro l'Impero bizantino all'inizio del suo regno.
Intorno al 1296/1297 Smilec sposò la sua figlia Teodora al futuro re serbo Stefano Uroš III Dečanski, e la loro unione diede vita ad un figlio che divenne l'imperatore serbo Stefano Uroš IV Dušan.
Nel 1298 Smilec scomparve dalle pagine della storia, apparentemente dopo l'inizio dell'invasione da parte di Čaka di Bulgaria. Potrebbe essere stato ucciso da Čaka o morto per cause naturali durante l'avanzata del nemico. A Smilec succedette brevemnente il suo giovane figlio Ivan II.

## Famiglia
Smilec sposò un'anonima principezza bizantina, figlia del sebastokratōr Costantino Paleologo. Venne chiamata Smiltsena Palaiologina (in bulgaro Смилцена; moglie di Smilec). Insieme ebbero almeno tre figli:
1. Ivan II, che succedette come imperatore di Bulgaria 1298–1299/1300
2. Teodora di Bulgaria, regina di Serbia, sposò Stefano Uroš III Dečanski.
3. Marina Smilec di Bulgaria